# Jonas Bloquet
Jonas Bloquet, född 10 juli 1992 i Bryssel, är en belgisk skådespelare.
Bloquet har bland annat medverkat i TV-serien 1899. Han har även medverkat i filmerna The Nun 2 och Elle.

## Filmografi (i urval)
- 2016 – Elle
- 2022 – 1899 (TV-serie)
- 2023 – The Nun 2